# Paranimbus penai
Paranimbus penai är en skalbaggsart som beskrevs av Rudolph Petrovitz 1970. Paranimbus penai ingår i släktet Paranimbus och familjen Aphodiidae. Inga underarter finns listade i Catalogue of Life.